# Warren Muck

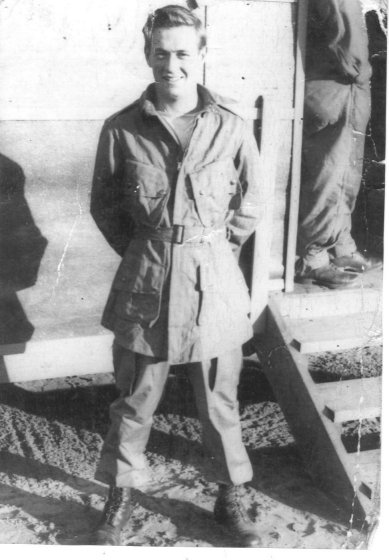
Warren Muck

Warren H. "Skip" Muck (31 de janeiro de 1922 - 10 de janeiro de 1945) foi um sargento da Easy Company, 2º Batalhão, 506º Regimento de Infantaria Pára-quedista, na 101ª Divisão Aerotransportada, durante a II Guerra Mundial. Muck foi retratado na minissérie da HBO Band of Brothers por Richard Speight Jr.

## Primeiros anos
Muck cresceu em Buffalo, Nova Iorque. Muck trabalhou como balconista. Alistou-se em 17 de agosto de 1942 em Buffalo, Nova York.

## Segunda Guerra Mundial
Após o treinamento em Camp Toccoa, Geórgia, Muck fez seu primeiro salto para combate em 6 de junho de 1944 (Dia D), como parte da Batalha da Normandia, na Normandia, França. Em setembro de 1944, ele saltou na Holanda ocupada como parte da Operação Market Garden, que acabou falhando. Depois de ter sido retirada da linha, a Companhia Easy retornou à França, onde foram transportados para Bastogne, na Bélgica para lutar na Batalha do Bulge. Muck e seu amigo Alex Penkala morreram quando o fogo de artilharia alemã caiu na sua trincheira na cidade belga de Foy, Bélgica.
Muck está enterrado no cemitério americano em Hamm, Luxemburgo.